# Mecsek Rallye
A Mecsek Rallye egy több mint ötven évre visszatekintő autós sportesemény. Magyarország egyik leghíresebb, legnagyobb történelmi múlttal rendelkező raliversenye. Helyszíne Pécs és környéke, Baranya vármegye, Mecsek-hegység.
A Mecsek Rallye megrendezését a híres mecseki versenypályák, a sportszerető közönség és a lelkes rendezőség teszi lehetővé évről-évre.

## Története

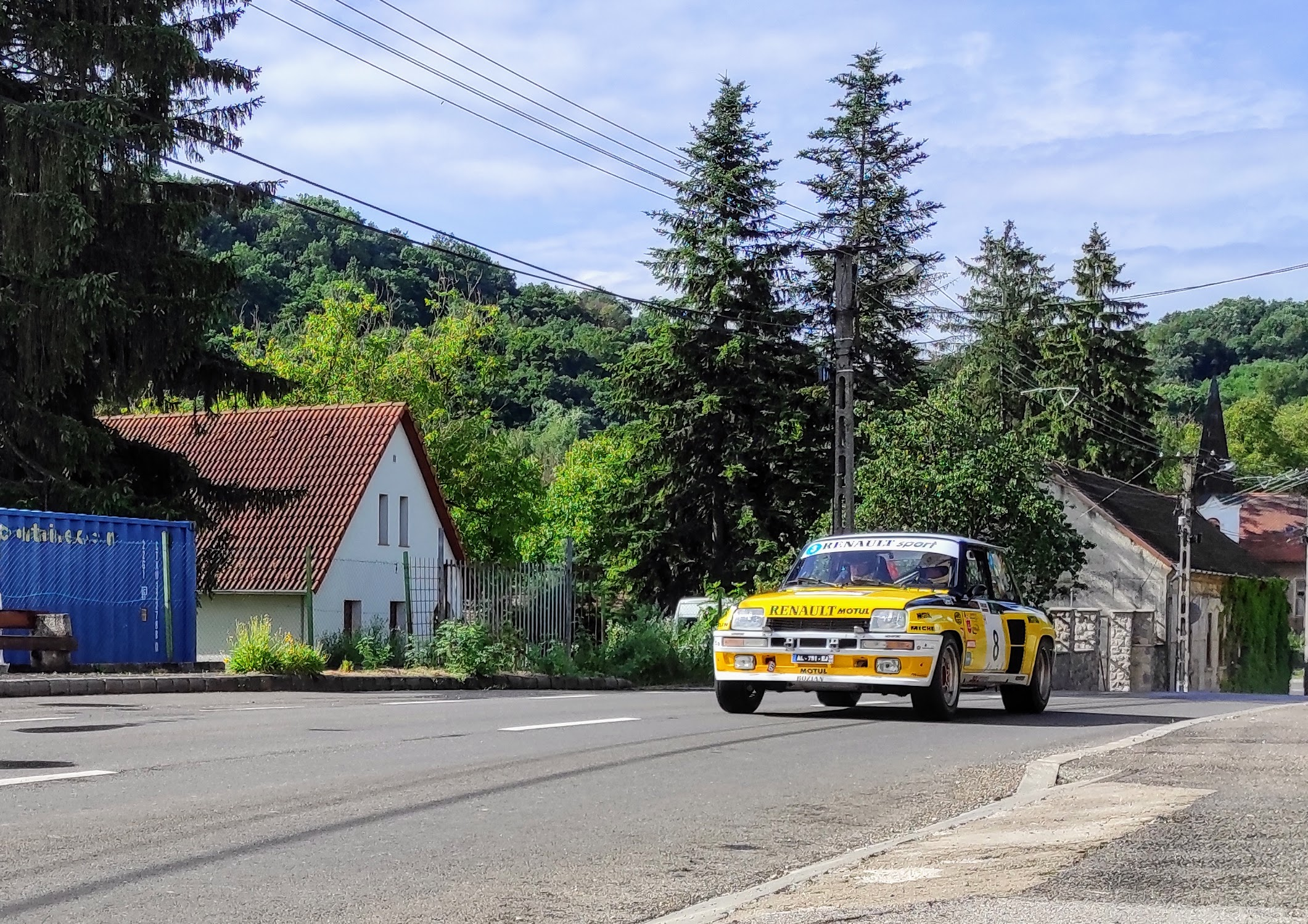
56. Mecsek Rallye Renault 5 Turbo

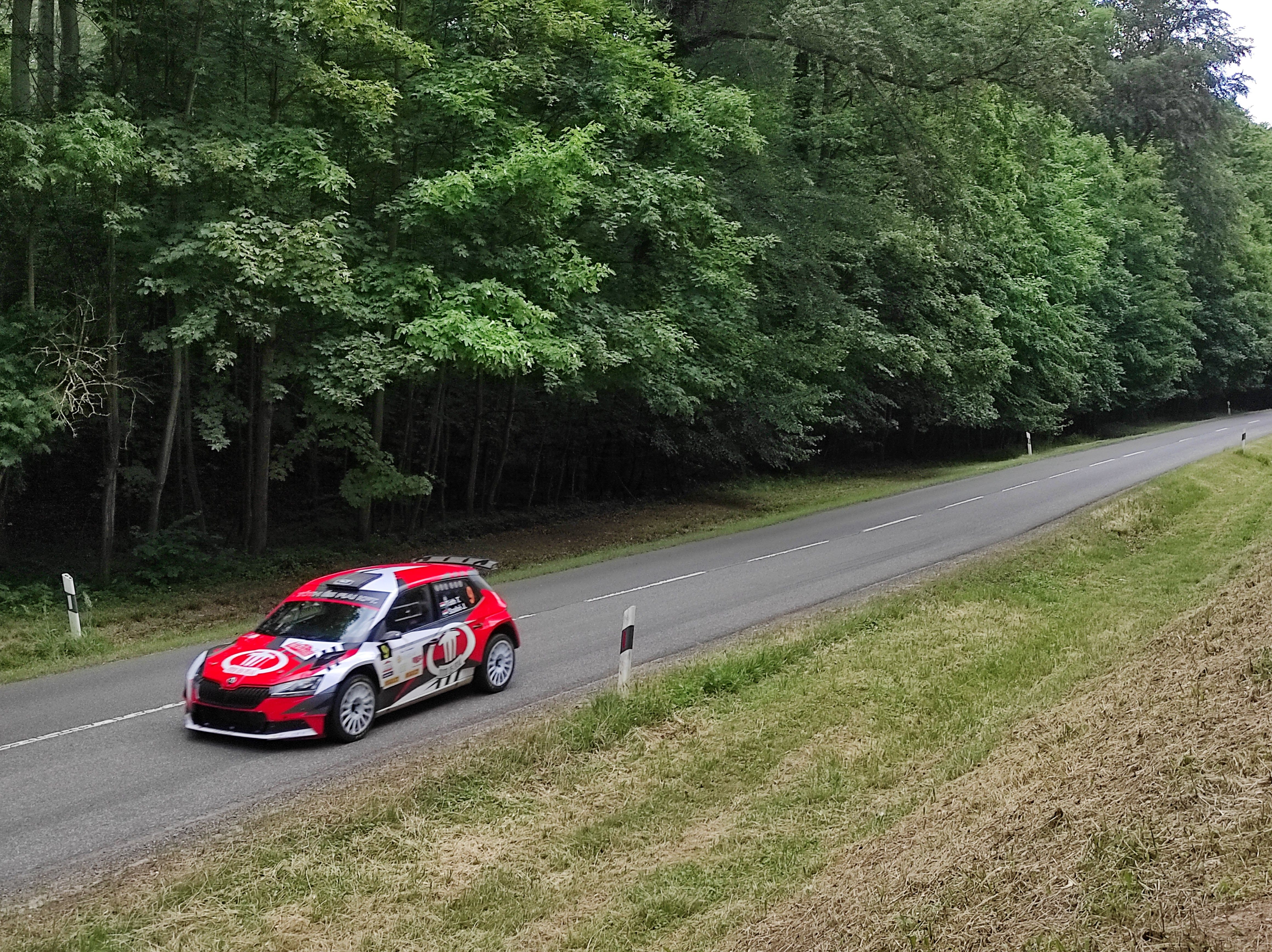
55. Mecsek Rallye Škoda Fabia Rally2 evo

Az első versenyt 1967-ben rendezték.
2010-től 2024-ig az EHRC (European Historic Rally Championship) mezőnye minden évben ellátogatott pécsi versenyre.

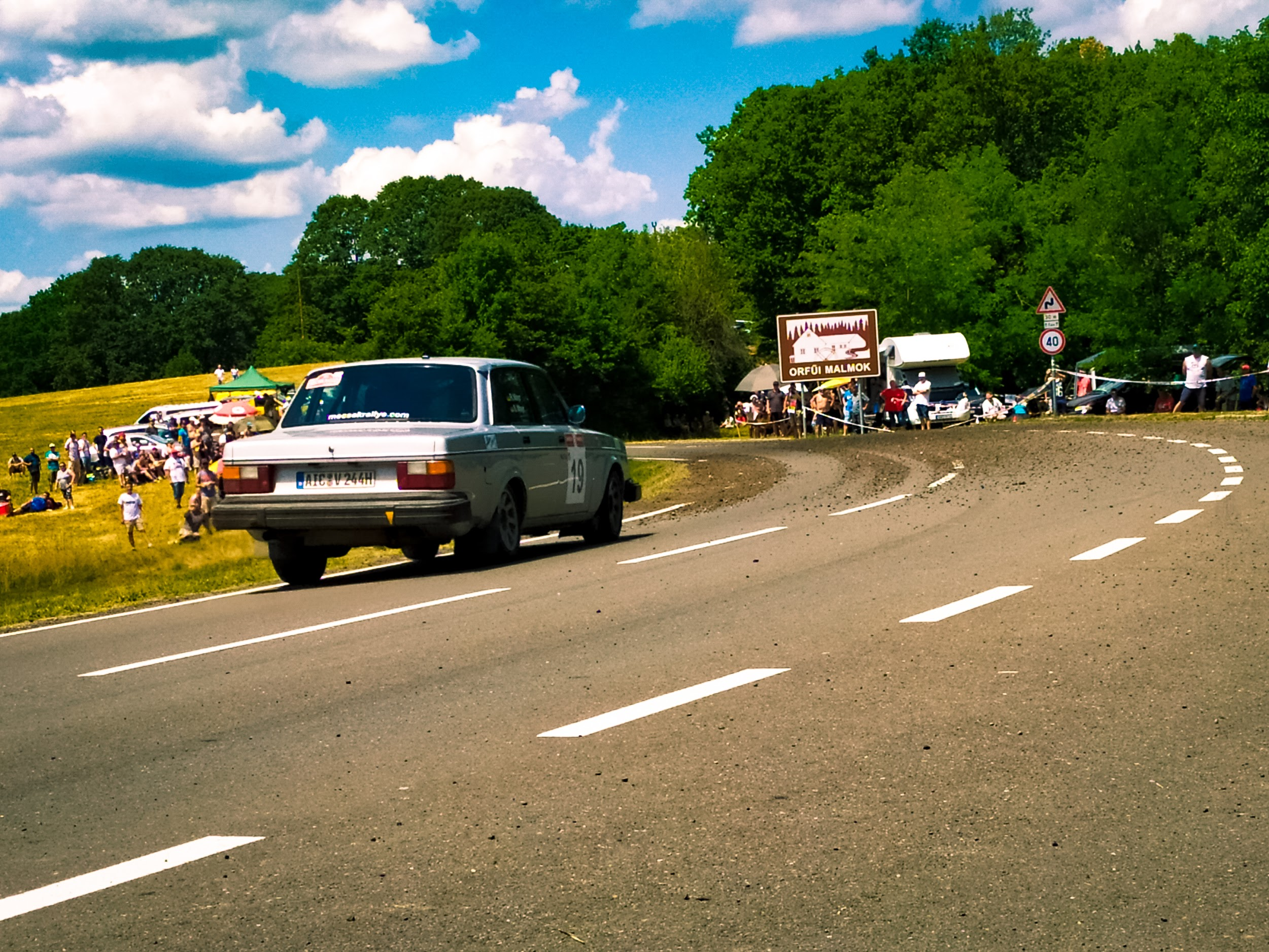
54. Mecsek Rallye Volvo 244

A 2011-es évben két futamot rendeztek, egyet a hazai ORB2 versenyzőinek, egyet pedig a nemzetközi IRC (Intercontinental Rally Challange) bajnokság résztvevői számára.
Az egyik leghíresebb gyorsasági szakasz (Szentkút–Remeterét) a nyolcszoros győztes ralilegenda, Ranga László nevét viseli.
A 2020-as évben nem került megrendezésre a Covid-járvány miatt.

## 14. Mecsek Rallye (1981)
1981.03.21-22.
A bajnokság első futama a pécsi. Bár a szezon elején mindig vannak kérdőjelek, hogy a versenyszakosztályok kiket és milyen autóval indítanak, Ferjánczék – akik „nyugati” technikát használnak – elsőségét csakis a távolmaradásuk veszélyeztetheti.
A Mecsek Rali első osztályába 67 páros nevezett. Az előző évhez képest Pécsi Volán pilótái újfelállásban neveztek; Simor Gyula mellé Ranga László ült navigátorként (Pánics Zoltán helyett), Szuhanyik László melletti, megüresedett helyére pedig Homan Tibor került.
A sokszoros bajnok, Ferjáncz (Bp. Volán) természetesen az élen autózott, a kérdés mindössze az utána következők sorrendje. Simor újdonsült navigátorával remekelt a hazai pályán és megörvendeztette a Pécsi Volán szakosztályt az ezüstéremmel. Harmadikként a Hideg-Kecskeméti (Kaposvári KSE) páros ért célba. Szuhanyikékat kizárták. A negyedik helyen 1980 másodosztályú bajnoka, Kákonyi Attila futott be, „széria” Ladájával (szintén Pécsi Volán).
dobogó:
1. Ferjáncz Attila - Dr. Tandari János Renault 5 Alpine
2. Simor Gyula - Ranga László Lada 21011
3. Hideg János - Kecskeméti Zoltán Lada 21011

## 24. MHB-Marlboro Mecsek Rallye (1991)
1991.10.12-13.
Az év hetedik, utolsó futama: Ranga pontot tett egész éves parádés teljesítményére s immár háromszoros magyar bajnoknak mondhatja magát. Ferjáncz csak második, egy kormányszervó-javítás miatt lekéstek egy rajtot, s már nem tudták megszorongatni Rangáékat. Igaz, a második napon a pécsi bajnok autója is rakoncátlankodott (az osztómű volt a ludas), de behozták az autót a célba.
A harmadik helyen egy újabb pécsi pilóta: Lajtai Zsolt Toyota Celicával, aki eredményével az összetett negyedik helyezést érte el a végelszámolásban. Ifjabb Tóth esélyes volt a bajnokság bronzérmére is, de a Mecsekben összetörte a BMW-jét.
dobogó:
1. Ranga László - Büki Ernő Lancia Delta Integrale 16v
2. Ferjánc Attila - Tandari János Lancia Delta Integrale
3. Lajtai Zsolt - Kiss Ernő Toyota Celica GT-Four

## 25. Mecsek Rallye (1992)
1992.10.2-4.
A bajnokság utolsó, ötödik futama. Rangáék uralták az évet, de még nincs bebiztosítva a bajnoki cím. Ha kiesnek és Janikáék nyernek, utóbbi párosé a végső arany. Népes mezőny, 160 indulóval.
Az első gyorson még ifj. Tóth vezet, de a másodiktól már a helyi hős viszi a pálmát – és ez így maradt a verseny végéig. A Celica GT-4-et hajtó Janikáék később kiestek, ettől a pillanattól Rangáék már bajnokok. A kiesés sorsára jutott az „örökös bajnok” Ferjáncz Attila is. A fentiek ellenére Rangáék nem vették el és minden, visszalévő gyorsaságit megnyertek. A második hely a kétkerékhajtású BMW M3-est kormányzó Dudás Gyula, a bronz Faragó Szabó Andrásé lett.
A másodosztályban a későbbi kétszeres abszolút bajnok, Kiss Ferenc lett a második, aki ezzel megszerezte a bajnoki aranyat.
dobogó:
1. Ranga László - Büki Ernő Lancia Delta HF Integrale
2. Dudás Gyula - Gábor János BMW M3 E30
3. Faragó-Szabó András - Rack György Lancia Delta HF 4WD

## 26. Mecsek Rallye (1993)
1993.10.9-10.
Az ötfutamos bajnokság utolsó futama. Ranga egész évben verhetetlen volt, de a Mecsek Ralin kiesett. Számára már nem volt tétje a futamnak, ezért a ralikrossz-bajnokságban használt edzőautóval indult – a megviselt jármű három gyorsasági szakasz után feladta a küzdelmet.
Ifj. Tóth és Faragó nagy csatát vívott a győzelemért, előbbi mindössze három másodperccel nyert. A dobogó alsó fokára Ferjáncz állhatott.
Ahogy a rali I-ben, úgy a másodosztályban is pécsi címvédés történt, a Kiss/Géczi páros győzelmével ismét bajnokok lettek.
dobogó:
1. ifj. Tóth János - Papp György Toyota Celica GT-Four
2. Faragó-Szabó András - Rack György Lancia Delta HF 4WD
3. Ferjáncz Attila - Tóth Csaba Gábor Ford Escort RS Cosworth

## 27. Mecsek Rallye (1994)
1994.10.7-9.
A hétfordulós bajnokság utolsó előtti futama. A verseny előtt még ifj. Tóth vezeti a bajnokságot, Ranga a második, de még Ferjáncznak is van matematikai esélye a végső aranyra.
A versenyen Janika és Ferjáncz is kiesett, Ranga pedig hatalmas fölénnyel nyert – nemcsak a futam, de a bajnokság is az övé. Ugyan egy futam még visszavolt, de a „mínuszolás” miatt – az öt legjobb eredmény számított bele a bajnokságba – már eldőlt minden, így a két első már el sem ment a Kisbér Ralira.
dobogó:
1. Ranga László - Büki Ernő Lancia Delta Integrale
2. Huberth István - Makra László Ford Sierra RS Cosworth 4X4
3. Tóth Ferenc - Csökő Zoltán Audi Coupé S2

## 29. Ford Int. Mecsek Rallye (1996)
1996.10.12-13.
Ifjabb Tóth már bajnok, el sem jött a pécsi futamra, helyette a San Remo ralin ügyeskedett (a 11.helyen zárt).
Ranga bizonyítani akart az év utolsó (7.) versenyén. Már korábban, az idény közepén lecserélte a gyengélkedő Escortot egy Subaru Imprezára. Be is jött a váltás, Janika hiányában viszonylag simán nyerte a futamot – egy teherautós okozott némi nehézséget, aki a kocsi bal oldalának hajtott, mire a sofőrajtó nyithatatlanná vált és a pilóta ezért inkább bent üldögélt a rövidebb megállókban.
Érdiék nagyot vívtak az aranyéremért, de „csak” másodikak lettek a Mazdával, tőlük messze lemaradva érkeztek a többiek, élükön a bronzérmet elcsípő Turiékkal. Ferjánczék hengerfejtömítés-probléma miatt már az első napon kiestek a Forddal.
Az év végi összesítésben Rangáék lettek a másodikak, mindössze egy ponttal Érdiék előtt.
dobogó:
1. Ranga László - Büki Ernő Subaru Impreza 555
2. Érdi Tibor - Varga István Mazda 323 GT-R
3. Turi Tamás - Tóth Imre Nissan Sunny GTi

## 30. MOL Mecsek Rallye (1997)
1997.10.17-19.
A harmincadik, jubileumi Mecsek Rallye újdonságként prológot mutatott fel a közönségnek, illetve (a későbbiekben megszokott módon) a városközpontban, a pécsi Széchenyi téren zajlott a rajtoltatás.
Ifj. Tóth János már két körrel a Mecsek Rali előtt megnyerte a bajnokságot, így igazoltan volt távol. Nélküle – elvileg – Rangáéknak állt a zászló, de a gyengélkedő Subaru nem volt partner, csak a bronz jutott nekik. A Barthó Zoltán – Kosztolányi Tamás páros már a prológtól kezdve uralta a mezőnyt, végig vezetve vihették haza az aranyérmet. A dobogó második fokán Szeleczky Tamás és „Neon” (Dömök Zoltán) állt.
Ez évben Ferjáncz Attila a királykategóriánál gyengébb, F2-es autóval indult (kétkerékhajtású, legfeljebb kétliteres szívómotor), de a negyedik helyet így is elcsípte.
dobogó:
1. Bathó Zoltán - Kosztolányi Tamás Subaru Impreza 555
2. Szeleczky Tamás - Dömök Zoltán Ford Escort RS Cosworth
3. Ranga László - Büki Ernő Subaru Impreza 555

## 31. Mecsek Rallye (1998)
1998.10.2-4.
Kiss Ferenc már bajnok, ennek ellenére tervezte az indulást a Mecsek Ralin – de előtte egy szlovén futamon összetörte az autóját, így elmaradt a hazai közönség előtti autózás. Az előző évi bajnok, ifj. Tóth nem tartotta fontosnak az év végi ezüstöt, s egy olasz VB-futamot választott helyette, ahol abszolútban 15. lett– így egy esetleges győzelemmel egyenes út vezetett tehát Érdiék számára a dobogó másofik fokára. Éltek is a lehetőséggel, s Bathóék (Impreza 555) kiesése után szinte ellenfél nélkül győzhettek.
A verseny díszvendége a négyszeres világbajnok Juha Kankkunen volt.
Érdekesség, hogy a másodosztály ötödik helyét biztonsági autózással elcsípő Radóné Sisák Mária személyében női bajnokot avathatott a szakág.
dobogó:
1. id. Érdi Tibor - Varga István Toyota Celica GT-Four
2. Hideg Krisztián - Tajnafői Péter Ford Escort RS Cosworth
3. Bútor Róbert - Táborszki Attila Mazda 323 GT-R

## 32. Mol Mecsek Rallye (1999)
1999.10.14-16.
Az 1999-es év zárófutamán egyszerű volt a képlet: a pontegyenlőséggel érkező Kiss Ferenc és ifj. Tóth János közül aki előrébb végez, az lesz a bajnok. Nagy volt a feszültség, mivel a két versenyző egész évben fej-fej mellett küzdött, s korábban, a Miskolc Ralin – feltehetően Janika szurkolói – életveszélyes módon akadályokat tettek ki Kissék autója elé. Mindenki attól félt, a pécsi rajongók revánsot akarnak venni, de szerencsére nem történt atrocitás és a pályán dőlt el a verseny. Kissék végig vezetve megnyerték a futamot illetve a bajnokságot, mögöttük természetesen Janika végzett, a dobogóra még Szeleczkyék állhattak fel.
dobogó:
1. Kiss Ferenc - Büki Ernő Subaru Impreza S5 WRC '98
2. ifj. Tóth János - Tóth Imre Toyota Corolla WRC
3. Szeleczky Tamás - Penderik László Ford Escort WRC

## 33. Mol Mecsek Rallye (2000)
2000.10.22-24.
Ebben az évben a Mecsek Rallye volt a bajnokság zárófutama. A versenyen nem jelent meg a már bajnok ifj. Tóth János, és Turi Tamás sem volt ott, aki ezáltal tulajdonképpen átengedte a bajnoki második helyet Érdi Tibornak (aki megnyerte a ralit). Az ezüstérem Bútoréknak jutott, a harmadik helyen az N csoport bajnokai, a Tagai fivérek futottak be.
A verseny horvát bajnoki futam is volt egyben.
dobogó:
1. id. Érdi Tibor - Varga István Subaru Impreza 555
2. Bútor Róbert - Táborszki Attila Ford Escort Maxi
3. Tagai Tamás - Tagai Róbert Mitsubishi Carisma GT Evo VI

## 34. Allianz Hungária Mecsek Rallye (2001)
2001.09.7-8.
A 2001-es bajnokság utolsó előtti, hetedik futama. Ifj. Tóth már bajnok, ezért el sem ment a Mecsek Rallye-ra. Hiányában a Ford Escort WRC-t kormányzó Szeleczky – Penderik páros uralta a versenyt; a szombati nap összes gyorsaságiját megnyerték, végig az élen álltak és hiába sújtották őket technikai gondok, a végén is ők állhattak a dobogó tetejére. Mögöttük a Tagai fivérek N csoportos Mitsubishival lettek a másodikok, őket a Golf 3 Kit Carral induló Szabó Gergely és Táborszki Attila követte.
Nehéz verseny volt, vasárnap az eső miatt négyből két gyorsaságit töröltek, a verseny 80 indulójából mindössze 41 páros ért célba.
dobogó:
1. Szeleczky Tamás - Penderik László Ford Escort WRC
2. Tagai Tamás - Tagai Róbert Mitsubishi Carisma GT Evo VI
3. Szabó Gergely - Táborszki Attila Volkswagen Golf III Kit Car

## 35. Allianz Hungária Nemzetközi Mecsek Rallye (2002)
2002.09.19-22.
Nyolc WRC indult az év hetedik (nyolc verseny volt az évben) futamán. Ifj. Tóth János célja nem feltétlen a győzelem volt, csak az, hogy Benik Balázsék előtt végezzen – ha sikerül, bajnok lesz. Benik – hogy matematikai esélyét a bajnoki címre megőrizze - kapaszkodott az utolsó szalmaszálba, az első három gyorsaságit meg is nyerte, de aztán fékhiba miatt nem tudott beleszólni az elsőségért vívott harcba. Érdi Tibor viszont remek autózással Janikát is megelőzte, így a szezonban első aranyérmét is megszerezte.
Az ifj. Tóth János – Tóth Imre páros második helyezése tehát bajnoki győzelmet jelentett – ez volt Janika hatodik összesített aranyérme.
A 35. Mecsek rali egyben horvát bajnoki futam is volt.
dobogó:
1. id.Érdi Tibor - Varga István Subaru Impreza S6 WRC '00
2. ifj.Tóth János - Tóth Imre Peugeot 206 WRC
3. Benik Balázs - Somogy Pál Ford Focus WRC '01

## 36. Allianz Hungária Mecsek Rallye (2003)
2003.09.26-28.
A nyolcfutamos 2003-as szezon hetedik versenyén a prológot Aschenbrenner nyerte az N-es Mitsubishivel (Aschenbrenner korábban szlalombajnok volt, feküdt neki a szűk pálya a Pécs Plaza parkolójában).
A versenyen Janikáék kettő kivételével minden gyorsasági megnyertek, a maradékon pedig holtversenyben lettek elsők Benikékkel, így nem meglepő a félperces előny.
A pécsi Kiss Ferenc - kétszeres magyar bajnok és helyi közönségkedvenc – a terveivel ellentétben nem indult a futamon (az autóbérléssel voltak problémái).
A bajnokság nyitott maradt; az utolsó futamon, a Zemplén Ralin dőlt el Benikék javára.
A viadal horvát bajnoki futam is volt egyben, a legjobb „külföldi” a 25. helyen befutó Franja Jaki - Bruner Damir páros lett, Peugeot 306 S16-ossal.
dobogó:
1. ifj. Tóth János - Tóth Imre Peugeot 206 WRC
2. Benik Balázs - Somogyi Pál Ford Focus WRC
3. Aschenbrenner György - Percze Nándor Mitsubishi Lancer Evo VI

## 37. Allianz Hungária Mecsek Rallye (2004)
2004.09.17-19.
Turi Tamásék szinte végig vezetve nyerték meg a futamot Aschenbrennerék és Herczigék előtt. A Szabó – Kerék páros (Focus WRC-vel) betegen indult, de hősiesen küzdöttek, míg megállt az autó és kiestek. A bajnokaspiráns Benik defekt miatt visszaesett és csak negyedikként zárta a futamot.
A nyolc futamos bajnokság utolsó előtti futama volt a pécsi, de semmi nem dőlt el, csak a záró futamon, a Zemplén Ralin biztosították be Turiék a győzelmüket.
dobogó:
1. Turi Tamás - Kerék István Škoda Octavia WRC
2. Aschenbrenner György - Percze Nándor Mitsubishi Lancer Evo VI
3. Herczig Norbert - Tóth Imre Škoda Octavia WRC

## 38. Allianz Hungária Mecsek Rallye (2005)
2005.09.16-18.
Nyitott volt a bajnokság a 2005. évi Mecsek ralin, négy párosnak is volt – matematikailag – nyerni a végső elszámolásnál. Időjárás szempontjából két különböző nap volt: szombaton száraz volt az idő, és ifj. Tóth János uralta a mezőnyt, 22 másodperc előnnyel várta a vasárnapot. A hét utolsó napján azonban esett az eső és az addig másodikként autózó Turi Tamás ledolgozta hátrányát és átvette a vezetést. Az utolsó gyorsasági szakasz előtt mindössze 3 tizedmásodperccel vezetett, a végső, 3 kilométeres gyorsra pedig Janika túl puha gumit tett fel és ezáltal végleg eldőlt a verseny. A verseny után Spitzmüllerék vették át a bajnokság vezetését. Benik Balázs és Turán Frigyes kiesett a versenyből.
dobogó:
1. Turi Tamás - Kerék István Škoda Octavia WRC
2. ifj. Tóth János - Bahor Bea Peugeot 206 WRC
3. Spitzmüller Csaba - Kazár Miklós Toyota Corolla WRC

## A Mecsek Rallye győztesei

### Abszolút
| Év   | Esemény                                       | 1. helyezettek    | 1. helyezettek    | 1. helyezettek | 1. helyezettek             |
| Év   | Esemény                                       | pilóta            | navigátor         | ország p/n     | jármű                      |
| ---- | --------------------------------------------- | ----------------- | ----------------- | -------------- | -------------------------- |
| 1967 | 1. Mecsek Rallye                              | Czira János       | Palotai Attila    | HUN/HUN        | BMW 700                    |
| 1968 | 2. Mecsek Rallye                              | id. Kesjár János  | ifj. Kesjár János | HUN/HUN        | NSU TTS                    |
| 1969 | 3. Mecsek Rallye                              | Ferjáncz Attila   | Zsembery Jenő     | HUN/HUN        | Renault 8 Gordini          |
| 1970 | 4. Mecsek Rallye                              | Ferjáncz Attila   | Zsembery Jenő     | HUN/HUN        | Renault 8 Gordini          |
| 1971 | 5. Mecsek Rallye                              | Ferjáncz Attila   | Zsembery Jenő     | HUN/HUN        | Renault 8 Gordini          |
| 1972 | 6. Mecsek Rallye                              | Ferjáncz Attila   | Zsembery Jenő     | HUN/HUN        | Renault 12 Gordini         |
| 1973 | 7. Mecsek Rallye                              | Ferjáncz Attila   | Zsembery Jenő     | HUN/HUN        | Renault 12 Gordini         |
| 1974 | 8. Mecsek Rallye                              | Ferjáncz Attila   | Zsembery Jenő     | HUN/HUN        | Renault 12 Gordini         |
| 1975 | 9. Mecsek Rallye                              | Ferjáncz Attila   | Iriczfalvi Ferenc | HUN/HUN        | Alpine A110 1800           |
| 1976 | 10. Mecsek Rallye                             | Ferjáncz Attila   | Iriczfalvi Ferenc | HUN/HUN        | Renault 17 Gordini         |
| 1977 | 11. Mecsek Rallye                             | Kovács Rezső      | Kiss László       | HUN/HUN        | Lada 21011                 |
| 1978 | 12. Mecsek Rallye                             | Ferjáncz Attila   | Tandari János     | HUN/HUN        | Renault 5 Alpine           |
| 1979 | nem rendeztek                                 | nem rendeztek     | nem rendeztek     | nem rendeztek  | nem rendeztek              |
| 1980 | 13. Mecsek Rallye                             | Ferjáncz Attila   | Tandari János     | HUN/HUN        | Renault 5 Alpine           |
| 1981 | 14. Mecsek Rallye                             | Ferjáncz Attila   | Tandari János     | HUN/HUN        | Renault 5 Alpine           |
| 1982 | 15. Mecsek Rallye                             | id. Václav Pech   | Jiří Janeček      | CZE/CZE        | Škoda 130 RS               |
| 1983 | 16. Mecsek Rallye                             | id. Václav Pech   | Jan Soukup        | CZE/CZE        | Škoda 130 RS               |
| 1984 | 17. Mecsek Rallye                             | Ranga László      | Kurcz Árpád       | HUN/HUN        | Lada 21011                 |
| 1985 | 18. TEXÉRT Mecsek Rallye                      | Ferjáncz Attila   | Tandari János     | HUN/HUN        | Renault 5 Turbo            |
| 1986 | 19. TEXÉRT Mecsek Rallye                      | Ranga László      | Kurcz Árpád       | HUN/HUN        | Lada 2105 VFTS             |
| 1987 | 20. Mecsek Rallye                             | Ranga László      | Dudás Mihály      | HUN/HUN        | Lada 2105 VFTS             |
| 1988 | 21. Mecsek Rallye                             | Ferjáncz Attila   | Tandari János     | HUN/HUN        | Audi Coupé Quattro         |
| 1989 | 22. Mecsek Rallye                             | Szabó Tamás       | Gergely Ferenc    | HUN/HUN        | BMW M3 E30                 |
| 1990 | 23. FOHA Mecsek Rallye                        | Ranga László      | Dudás Mihály      | HUN/HUN        | Lancia Delta Integrale     |
| 1991 | 24. MHB-Marlboro Mecsek Rallye                | Ranga László      | Büki Ernő         | HUN/HUN        | Lancia Delta Integrale 16v |
| 1992 | 25. Mecsek Rallye                             | Ranga László      | Büki Ernő         | HUN/HUN        | Lancia Delta HF Integrale  |
| 1993 | 26. Mecsek Rallye                             | ifj. Tóth János   | Papp György       | HUN/HUN        | Toyota Celica GT-4         |
| 1994 | 27. Mecsek Rallye                             | Ranga László      | Büki Ernő         | HUN/HUN        | Lancia Delta Integrale     |
| 1995 | 28. MOL Mecsek Rallye                         | Ferjáncz Attila   | Tóth Csaba Gábor  | HUN/HUN        | Ford Escort RS Cosworth    |
| 1996 | 29. Ford Int. Mecsek Rallye                   | Ranga László      | Büki Ernő         | HUN/HUN        | Subaru Impreza 555         |
| 1997 | 30. MOL Mecsek Rallye                         | Bathó Zoltán      | Kosztolányi Tamás | HUN/HUN        | Subaru Impreza 555         |
| 1998 | 31. Mecsek Rallye                             | id. Érdi Tibor    | Varga István      | HUN/HUN        | Toyota Celica GT-4         |
| 1999 | 32. MOL Mecsek Rallye                         | Kiss Ferenc       | Büki Ernő         | HUN/HUN        | Subaru Impreza S5 WRC '98  |
| 2000 | 33. MOL Mecsek Rallye                         | id. Érdi Tibor    | Varga István      | HUN/HUN        | Subaru Impreza 555         |
| 2001 | 34. Allianz Hungária Mecsek Rallye            | Szeleczky Tamás   | Penderik László   | HUN/HUN        | Ford Escort WRC            |
| 2002 | 35. Allianz Hungária Nemzetközi Mecsek Rallye | id. Érdi Tibor    | Varga István      | HUN/HUN        | Subaru Impreza S6 WRC '00  |
| 2003 | 36. Allianz Hungária Mecsek Rallye            | ifj. Tóth János   | Tóth Imre         | HUN/HUN        | Peugeot 206 WRC            |
| 2004 | 37. Allianz Hungária Mecsek Rallye            | Turi Tamás        | Kerék István      | HUN/HUN        | Škoda Octavia WRC          |
| 2005 | 38. Allianz Hungária Mecsek Rallye            | Turi Tamás        | Kerék István      | HUN/HUN        | Škoda Octavia WRC          |
| 2006 | 39. Allianz Hungária Mecsek Rallye            | Benik Balázs      | Varga István      | HUN/HUN        | Ford Focus WRC             |
| 2007 | 40. Allianz Hungária Mecsek Rallye            | Benik Balázs      | Varga István      | HUN/HUN        | Ford Focus WRC             |
| 2008 | 41. Allianz Hungária Mecsek Rallye            | Spitzmüller Csaba | Kazár Miklós      | HUN/HUN        | Mitsubishi Lancer WRC      |
| 2009 | 42. Allianz Hungária Mecsek Rallye            | Turán Frigyes     | Zsiros Gábor      | HUN/HUN        | Peugeot 307 WRC            |
| 2010 | 43. Allianz Hungária Mecsek Rallye            | Kakuszi Zsolt     | Kakuszi Csaba     | HUN/HUN        | Ford Fiesta S2000          |
| 2011 | július 14-16. 44. Drávanet Mecsek Rallye      | Medvecz Péter     | Laukó Zoltán      | HUN/HUN        | Mitsubishi Lancer evo IV   |
| 2011 | szept. 9-11. 45. Canon Mecsek Rallye          | Jan Kopecký       | Petr Starý        | CZE/CZE        | Škoda Fabia S2000          |
| 2012 | 46. Drávanet Mecsek Rallye                    | Herczig Norbert   | Igor Bacigál      | HUN/SVK        | Škoda Fabia S2000          |
| 2013 | 47. Mecsek Rallye                             | Turán Frigyes     | Csökő Zoltán      | HUN/HUN        | Ford Focus RS WRC '07      |
| 2014 | 48. Mecsek Rallye                             | Herczig Norbert   | Igor Bacigál      | HUN/SVK        | Škoda Fabia S2000          |
| 2015 | 49. Mecsek Rallye                             | ifj. Tóth János   | Szőke Tamás       | HUN/HUN        | Peugeot 208 T16            |
| 2016 | 50. Mecsek Rallye                             | Hadik András      | Kertész Krisztián | HUN/HUN        | Ford Fiesta R5             |
| 2017 | 51. Mecsek Rallye                             | Herczig Norbert   | Igor Bacigál      | HUN/SVK        | Škoda Fabia R5             |
| 2018 | 52. Mecsek Rallye                             | Hadik András      | Deák Attila       | HUN/HUN        | Ford Fiesta R5             |
| 2019 | 53. Mecsek Rallye                             | Hadik András      | Deák Attila       | HUN/HUN        | Ford Fiesta R5             |
| 2020 | elhalasztva                                   | elhalasztva       | elhalasztva       | elhalasztva    | elhalasztva                |
| 2021 | 54. Mecsek Rallye                             | Mads Østberg      | Torstein Eriksen  | NOR/NOR        | Citroën C3 Rally2          |
| 2022 | 55. Fenstherm Kontakt Mecsek Rallye           | Mads Østberg      | Patrik Barth      | NOR/SWE        | Citroën C3 Rally2          |
| 2023 | 56. Mecsek Rallye                             | Vincze Ferenc     | Percze Nándor     | HUN/HUN        | Škoda Fabia Rally2 evo     |
| 2024 | 57. Mecsek Rallye                             | Csomós Miklós     | Nagy Attila       | HUN/HUN        | Škoda Fabia RS Rally2      |
| 2025 | 58. Mecsek Rallye                             | Német Gábor       | Németh Gergely    | HUN/HUN        | Škoda Fabia RS Rally2      |

### EHRC
| Év   | Esemény                             | 1. helyezettek    | 1. helyezettek  | 1. helyezettek | 1. helyezettek             |
| Év   | Esemény                             | pilóta            | navigátor       | ország p/n     | jármű                      |
| ---- | ----------------------------------- | ----------------- | --------------- | -------------- | -------------------------- |
| 2010 | 43. Allianz Hungária Mecsek Rallye  | Rossi Pierangelo  | Beltrame Luca   | ITA/ITA        | Porsche 911 SC             |
| 2011 | 45. Canon Mecsek Rallye             | Rossi Pierangelo  | Beltrame Luca   | ITA/ITA        | Porsche 911 SC             |
| 2012 | 46. Drávanet Mecsek Rallye          | Massimo Pedretti  | Verdelli Marco  | ITA/ITA        | Lancia 037                 |
| 2013 | 47. Mecsek Rallye                   | Wagner Karl       | Zauner Gerda    | AUT/AUT        | Porsche 911 SC             |
| 2014 | 48. Mecsek Rallye                   | Wagner Karl       | Zauner Gerda    | AUT/AUT        | Porsche 911 SC             |
| 2015 | 49. Mecsek Rallye                   | Wirtmann Ferenc   | Barna György    | HUN/HUN        | Ford Escort RS 2000 Mk II  |
| 2016 | 50. Mecsek Rallye                   | Wirtmann Ferenc   | Barna György    | HUN/HUN        | Ford Escort RS 2000 Mk II  |
| 2017 | 51. Mecsek Rallye                   | Silvasti Ville    | Halttunen Jonna | FIN/FIN        | Porsche 911 Carrera RS     |
| 2018 | 52. Mecsek Rallye                   | Wirtmann Ferenc   | Kerekes József  | HUN/HUN        | Ford Escort RS Mk II       |
| 2019 | 53. Mecsek Rallye                   | Luigi Battistolli | Fabrizia Pons   | ITA/ITA        | Lancia Delta Integrale 16v |
| 2020 | elhalasztva                         | elhalasztva       | elhalasztva     | elhalasztva    | elhalasztva                |
| 2021 | 54. Mecsek Rallye                   | Andrea Zivian     | Piceno Denis    | ITA/ITA        | Audi Quattro               |
| 2022 | 55. Fenstherm Kontakt Mecsek Rallye | ifj. Érdi Tibor   | Csökő Zoltán    | HUN/HUN        | Ford Sierra RS Cosworth    |
| 2023 | 56. Mecsek Rallye                   | ifj. Érdi Tibor   | Kerék István    | HUN/HUN        | Ford Sierra RS Cosworth    |
| 2024 | 57. Mecsek Rallye                   | ifj. Érdi Tibor   | Kerék István    | HUN/HUN        | Ford Sierra RS Cosworth    |

## Ki hányszor nyert?
Nem nagy meglepetésre legtöbbször az örökös magyar bajnok Ferjáncz Attila győzedelmeskedett a Mecsekben, számszerint 14-szer. Őt követi a helyi legenda Ranga László 8 győzelemmel. A dobogó harmadik fokán négyes holtverseny van ifj. Tóth János, id. Érdi Tibor, Hadik András és Herczig Norbert. Mind a négyen 3-szor nyertek a pécsi versenyen.
|    | pilóta | hányszor |
| -- | --- | -------- |
| 1. | Ferjáncz Attila | 14       |
| 2. | Ranga László | 8        |
| 3. | ifj. Tóth János, id. Érdi Tibor, Hadik András, Herczig Norbert | 3        |
| 4. | Mads Østberg, Turán Frigyes, Benik Balázs, Turi Tamás, id. Václav Pech | 2        |
| 5. | Német Gábor, Csomós Miklós, Vincze Ferenc, Jan Kopecký, Medvecz Péter, Kakuszi Zsolt, Spitzmüller Csaba, Szeleczky Tamás, Kiss Ferenc, Bathó Zoltán, Szabó Tamás, Kovács Rezső, id. Kesjár János, Czira János | 1        |

## Képek

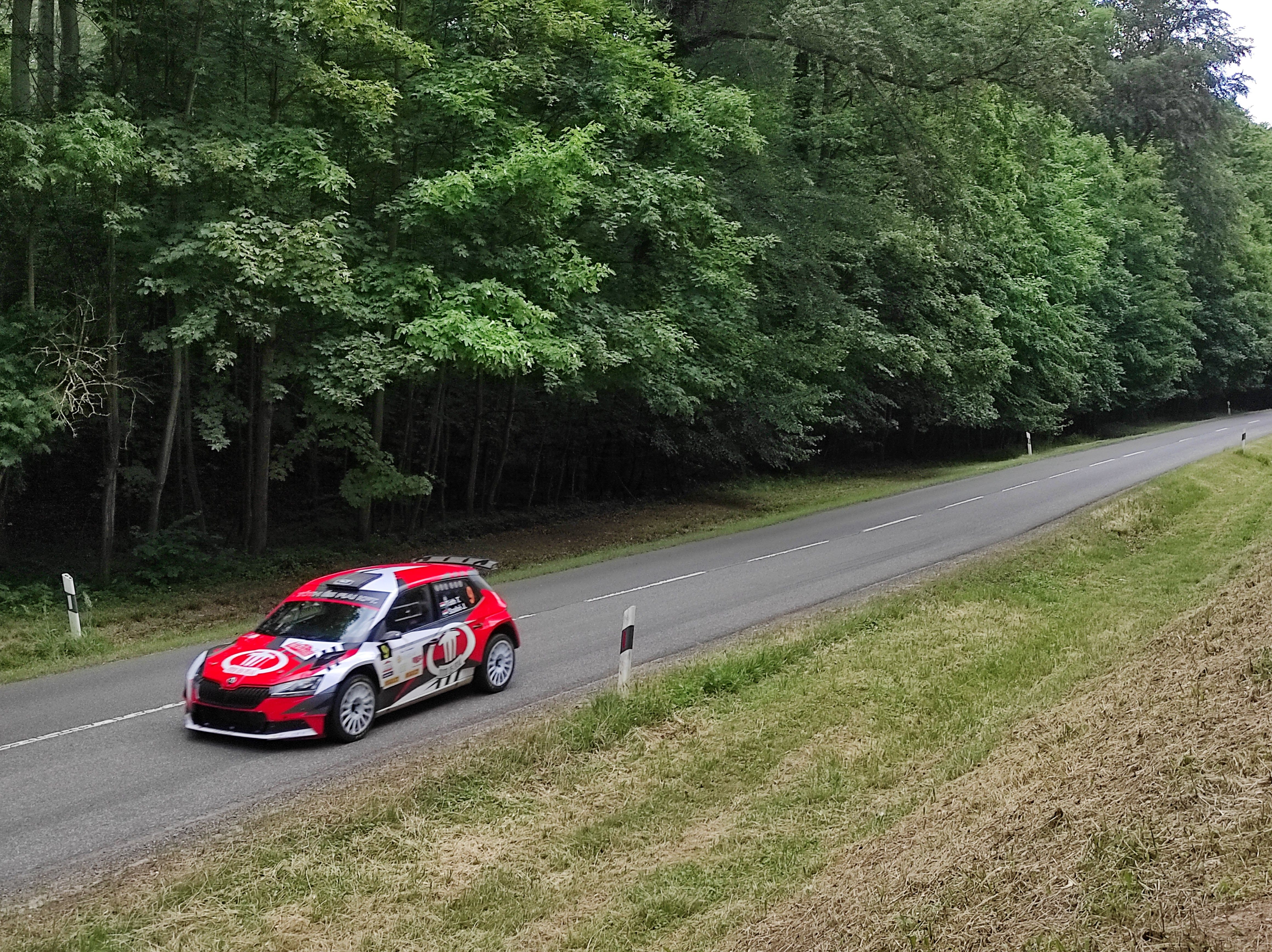
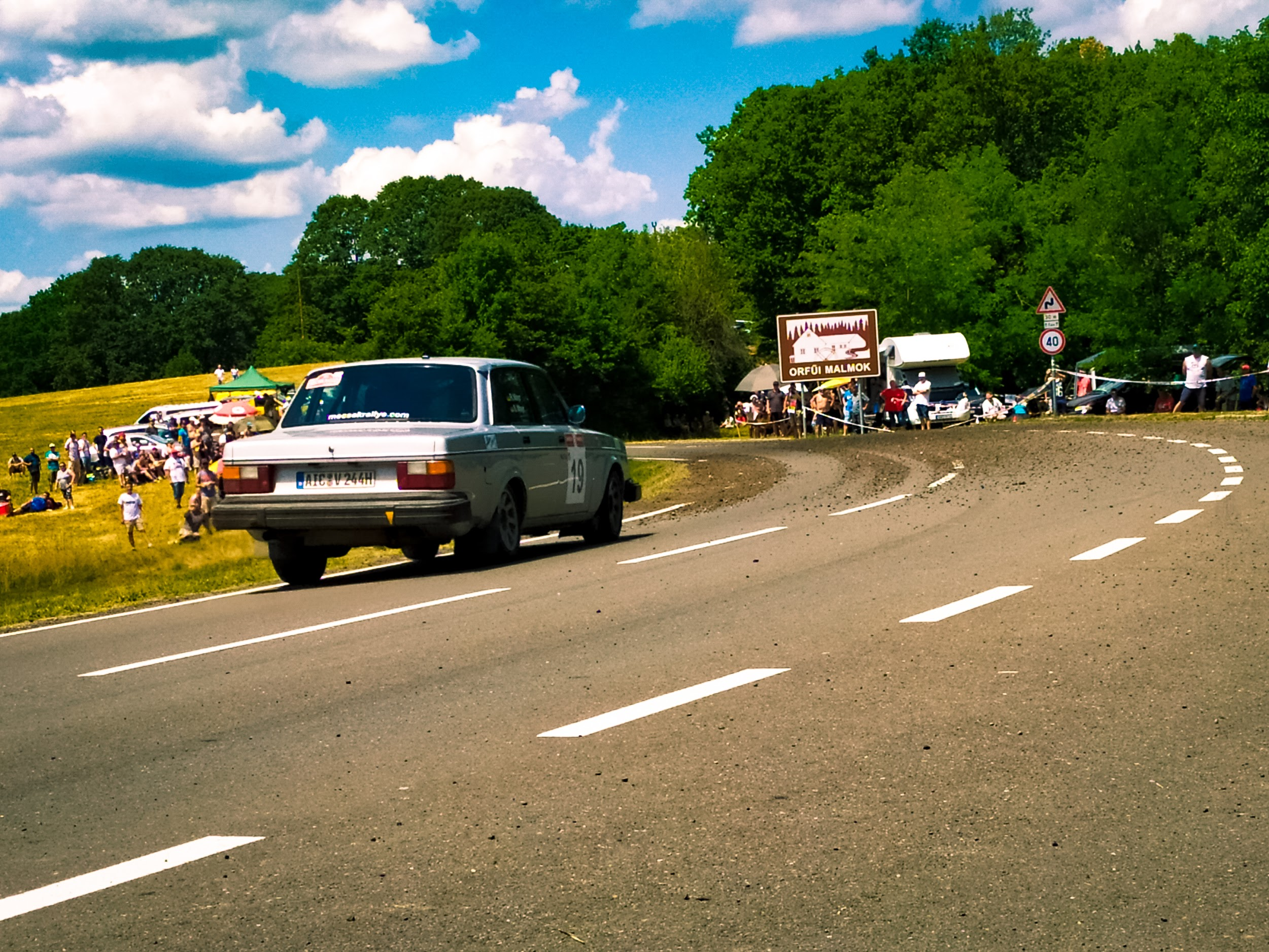
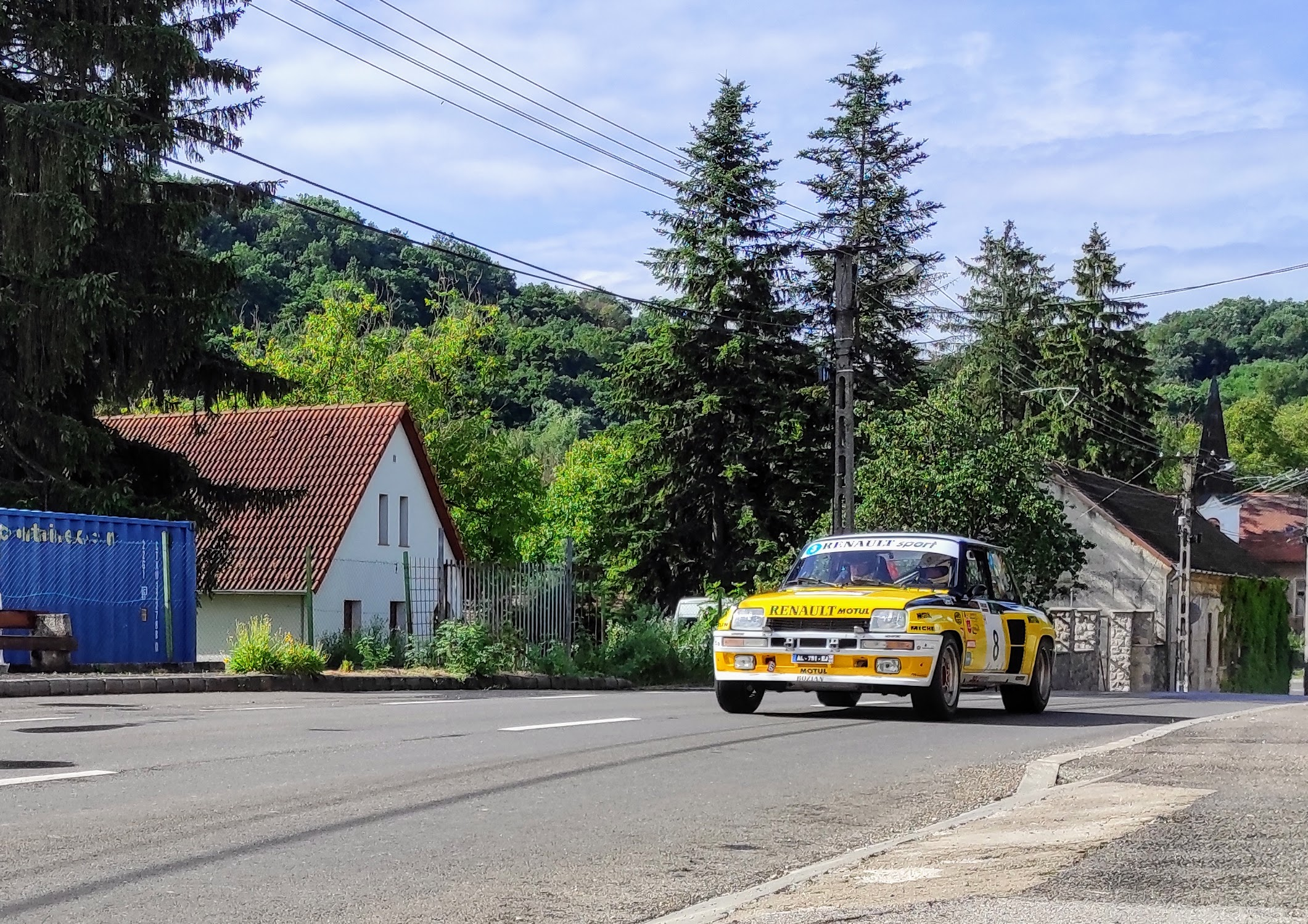
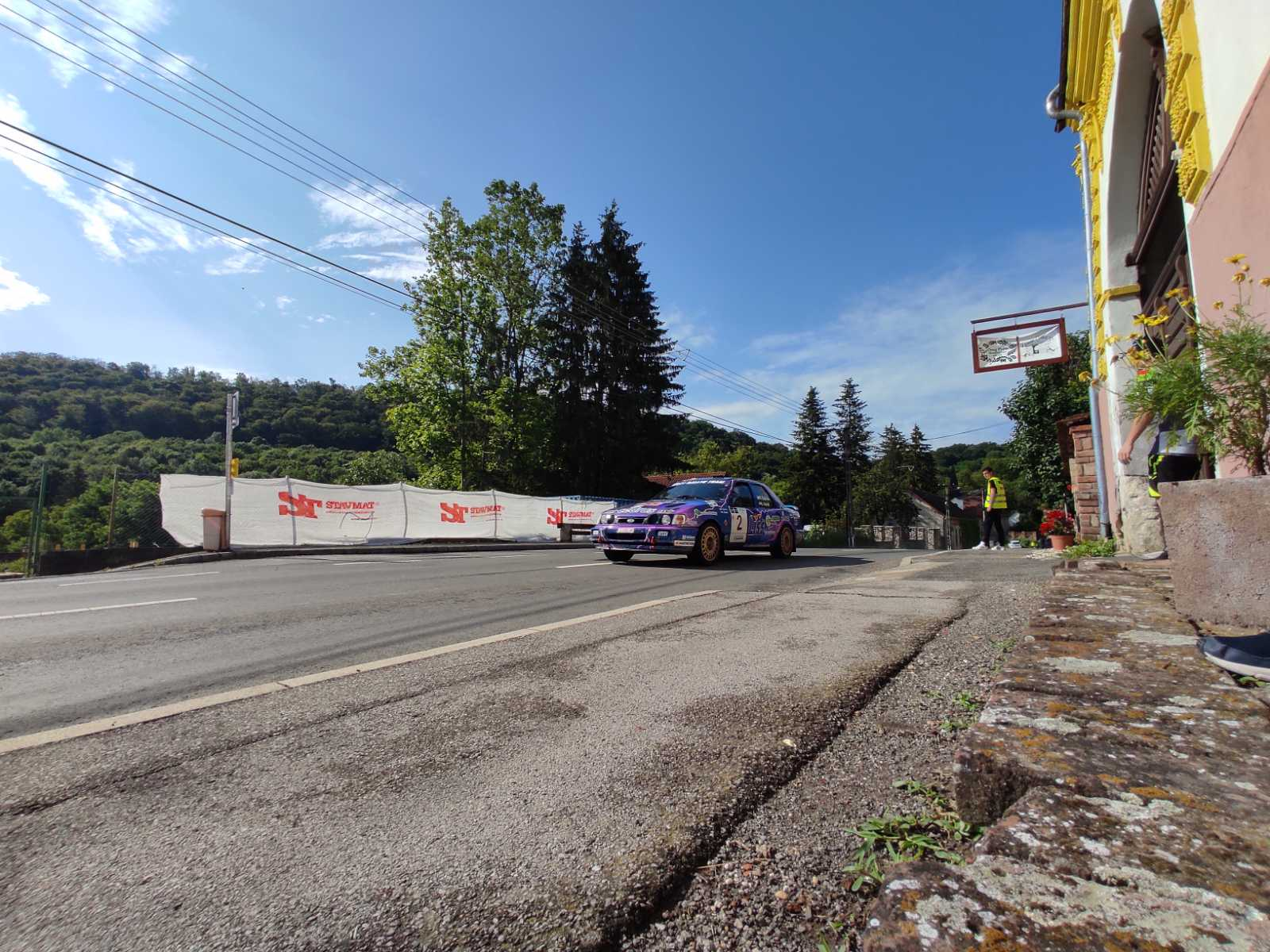
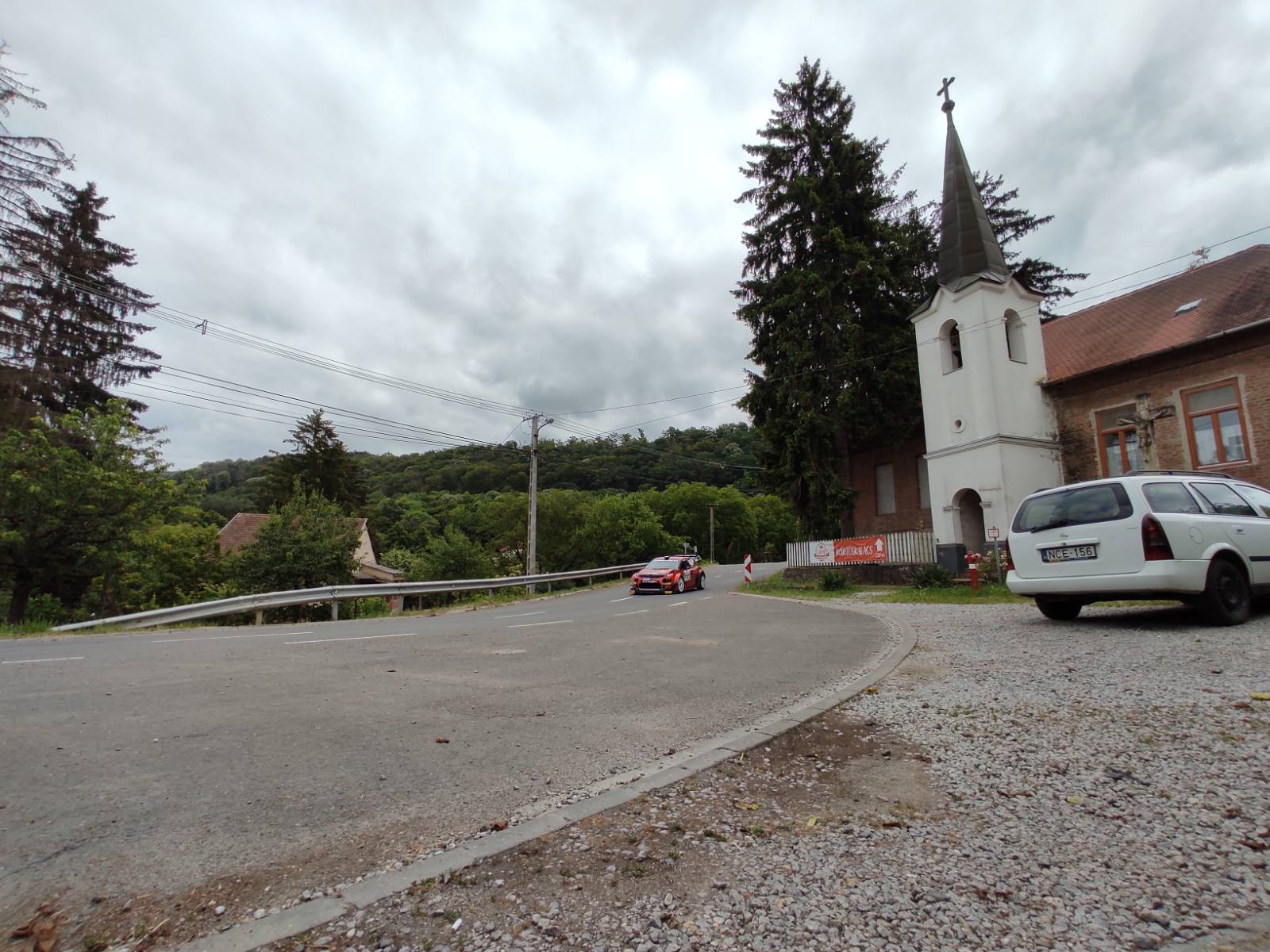
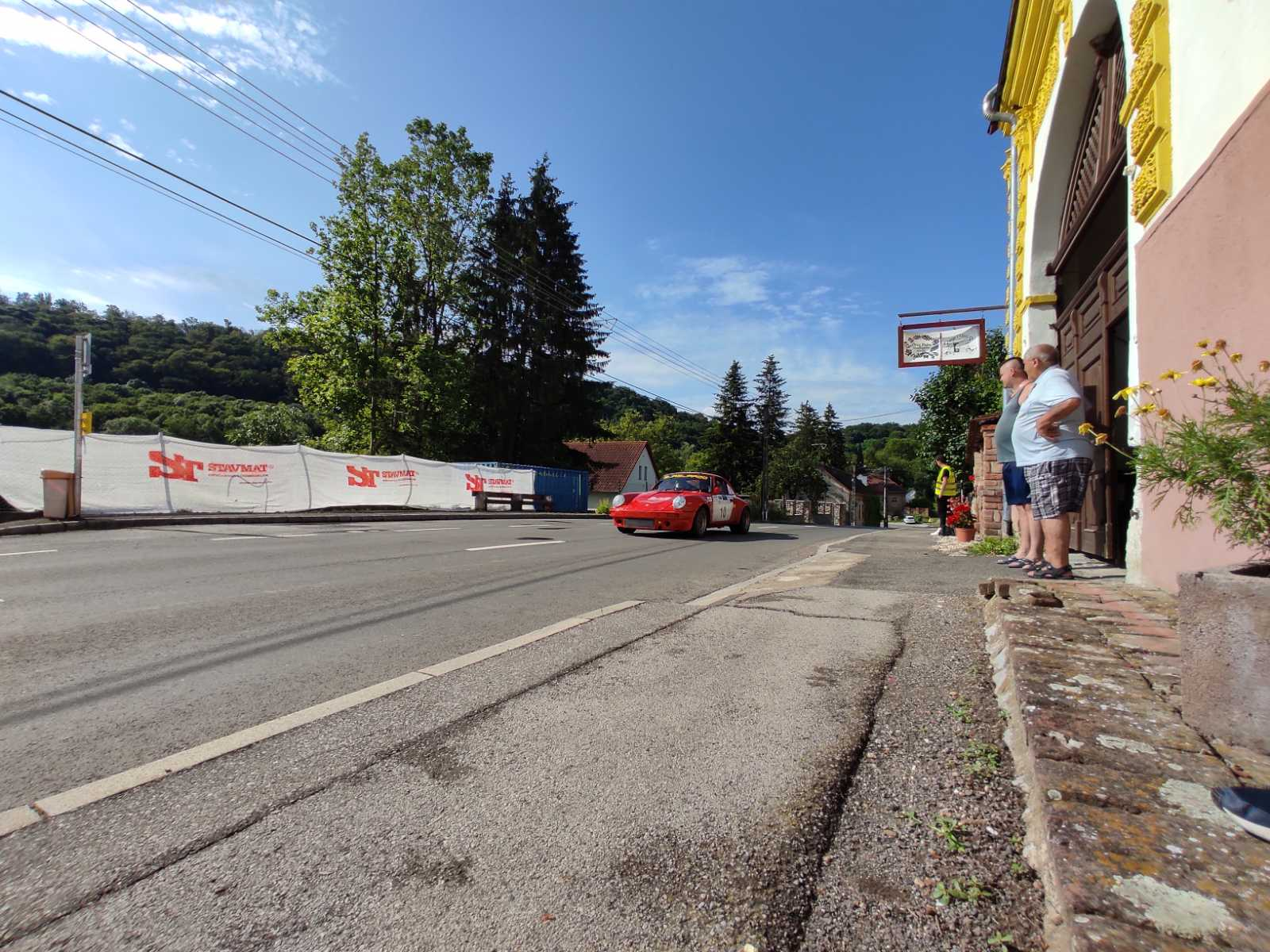
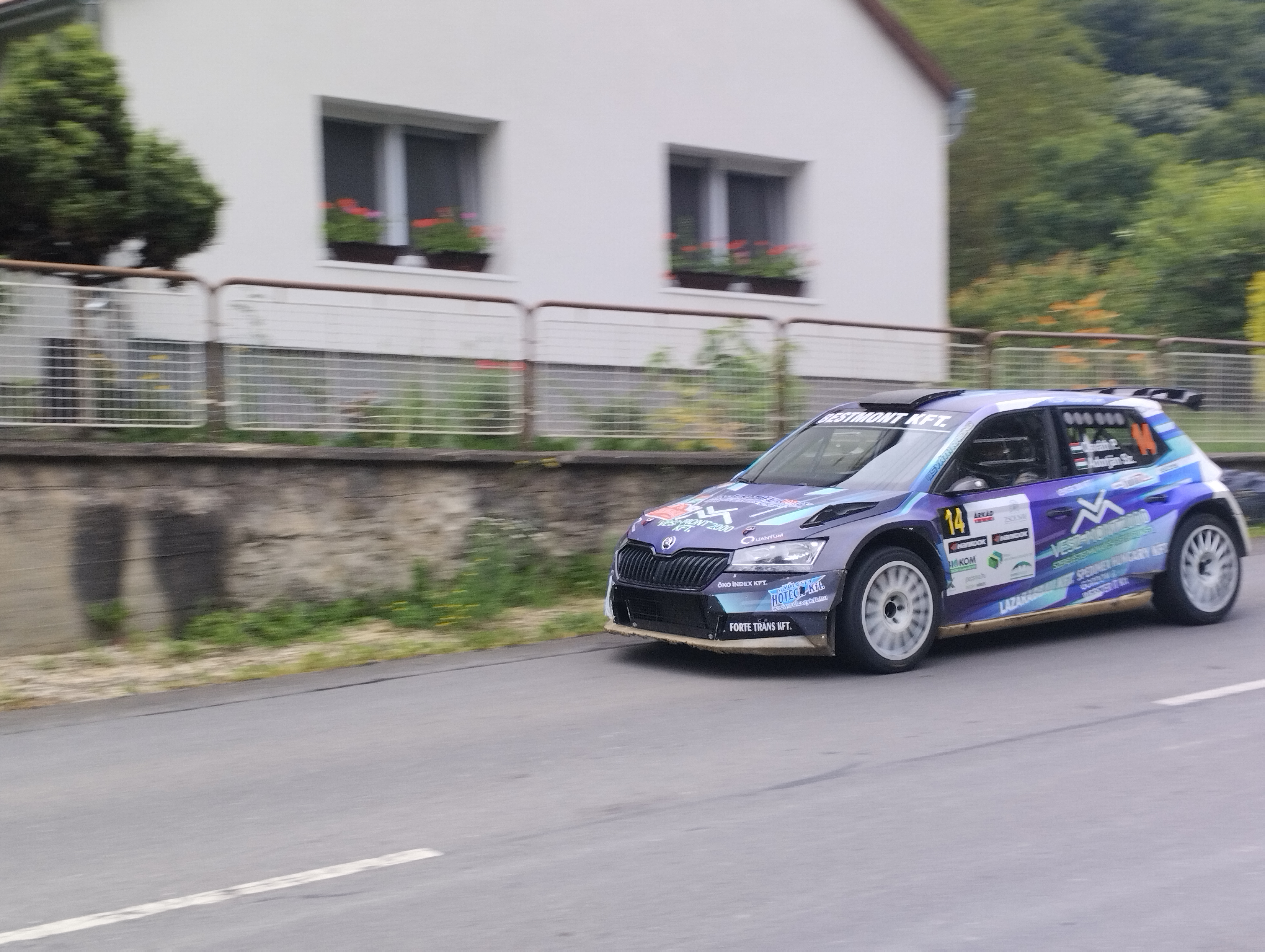
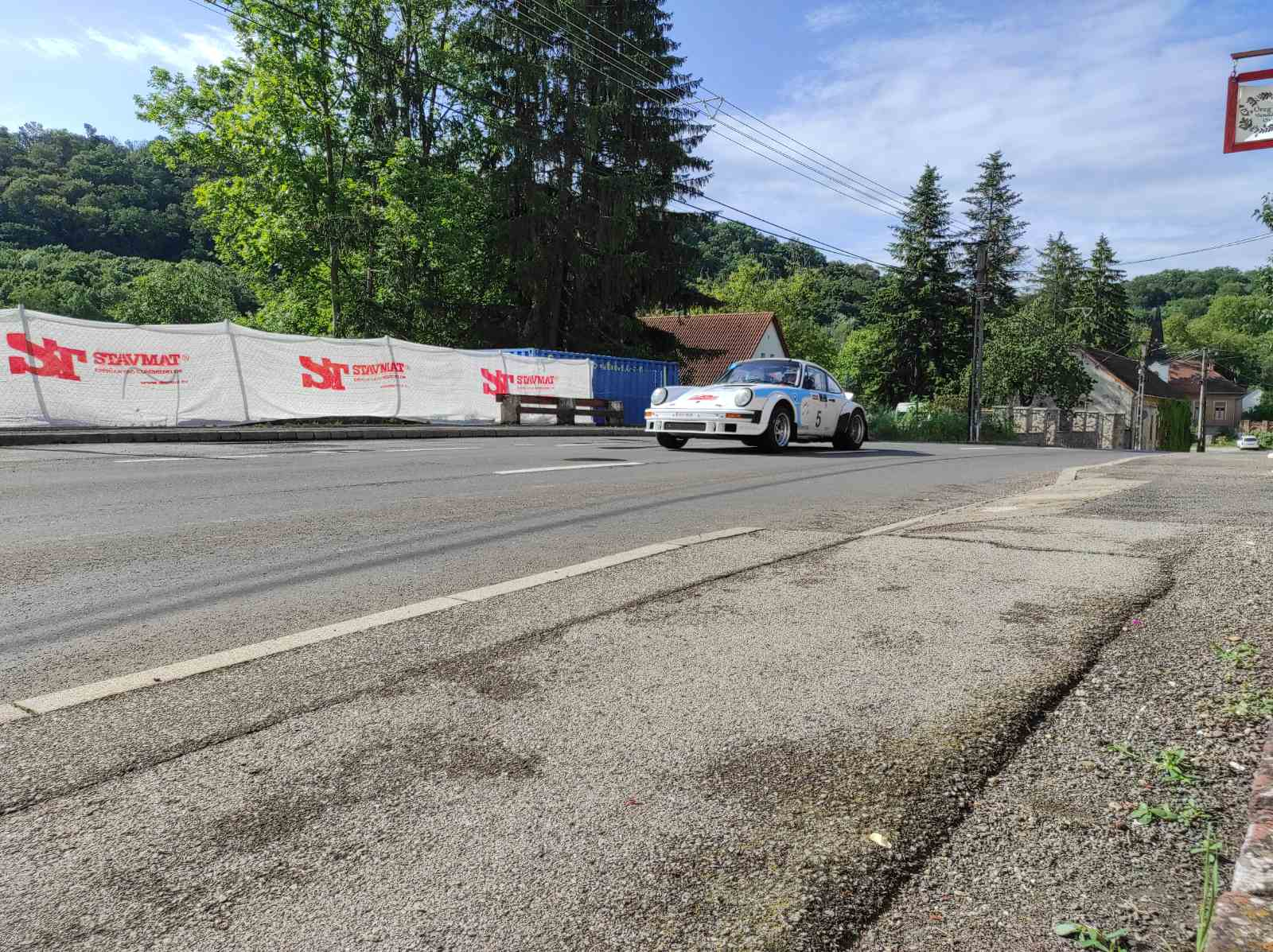
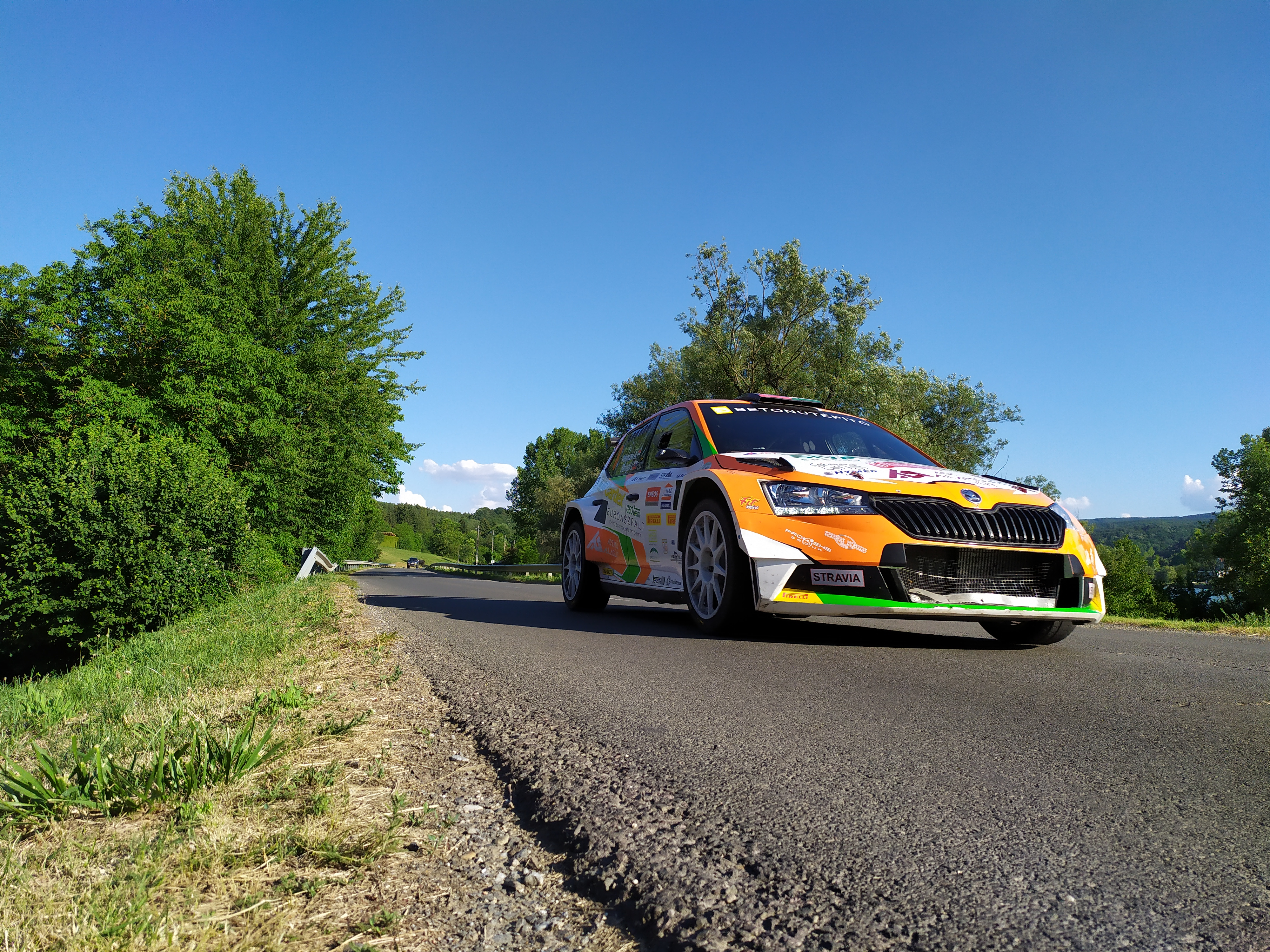
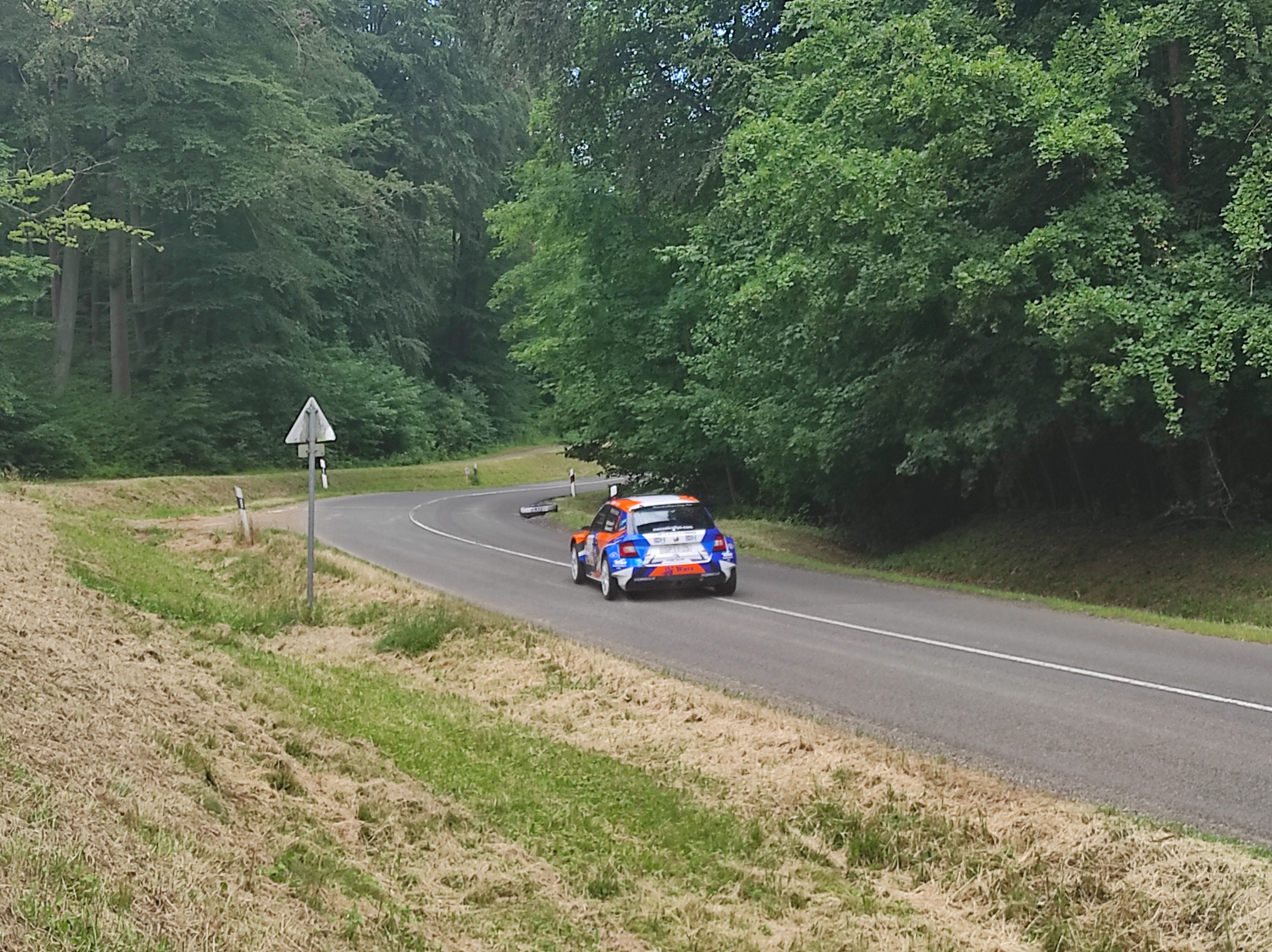
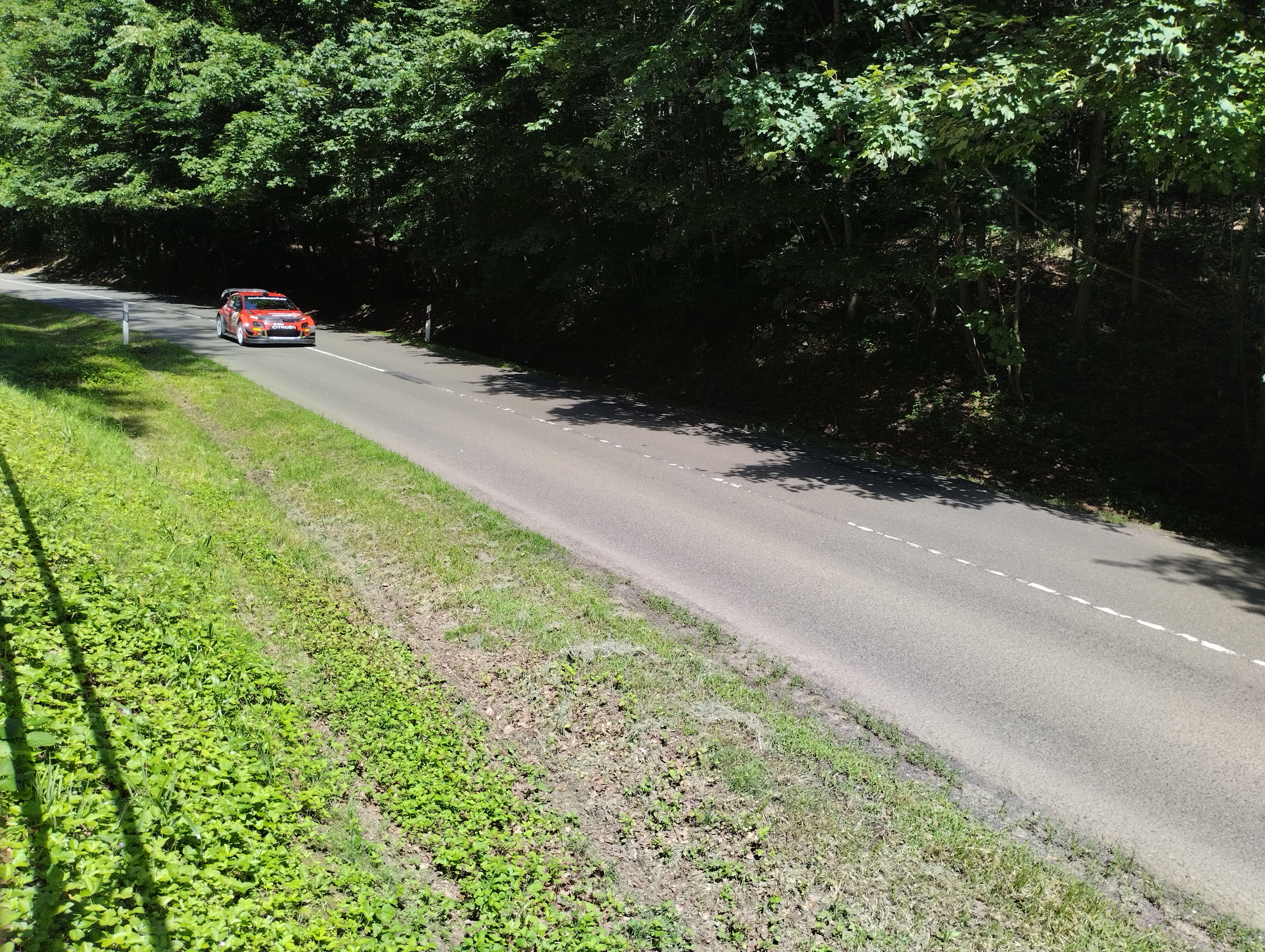
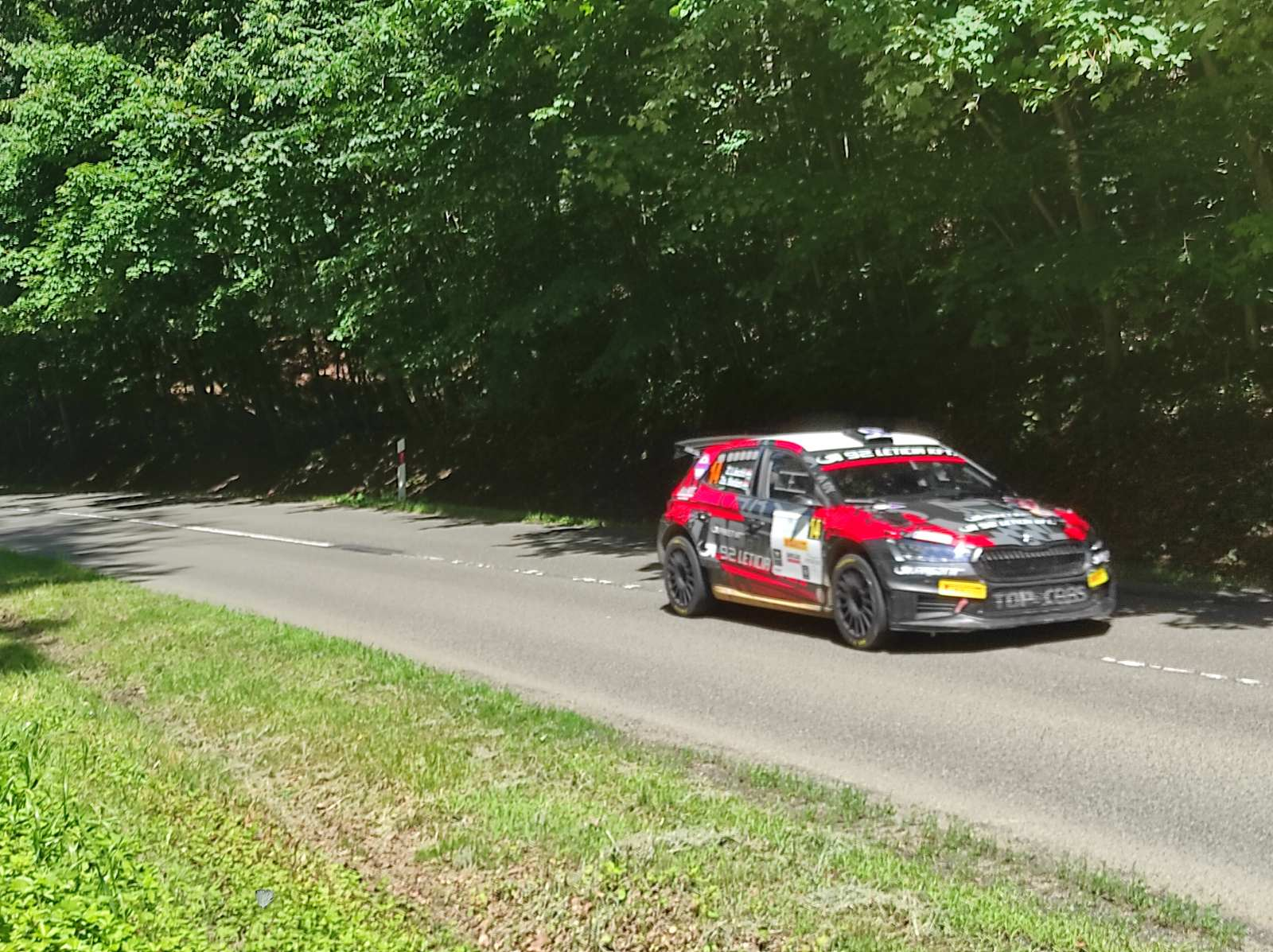
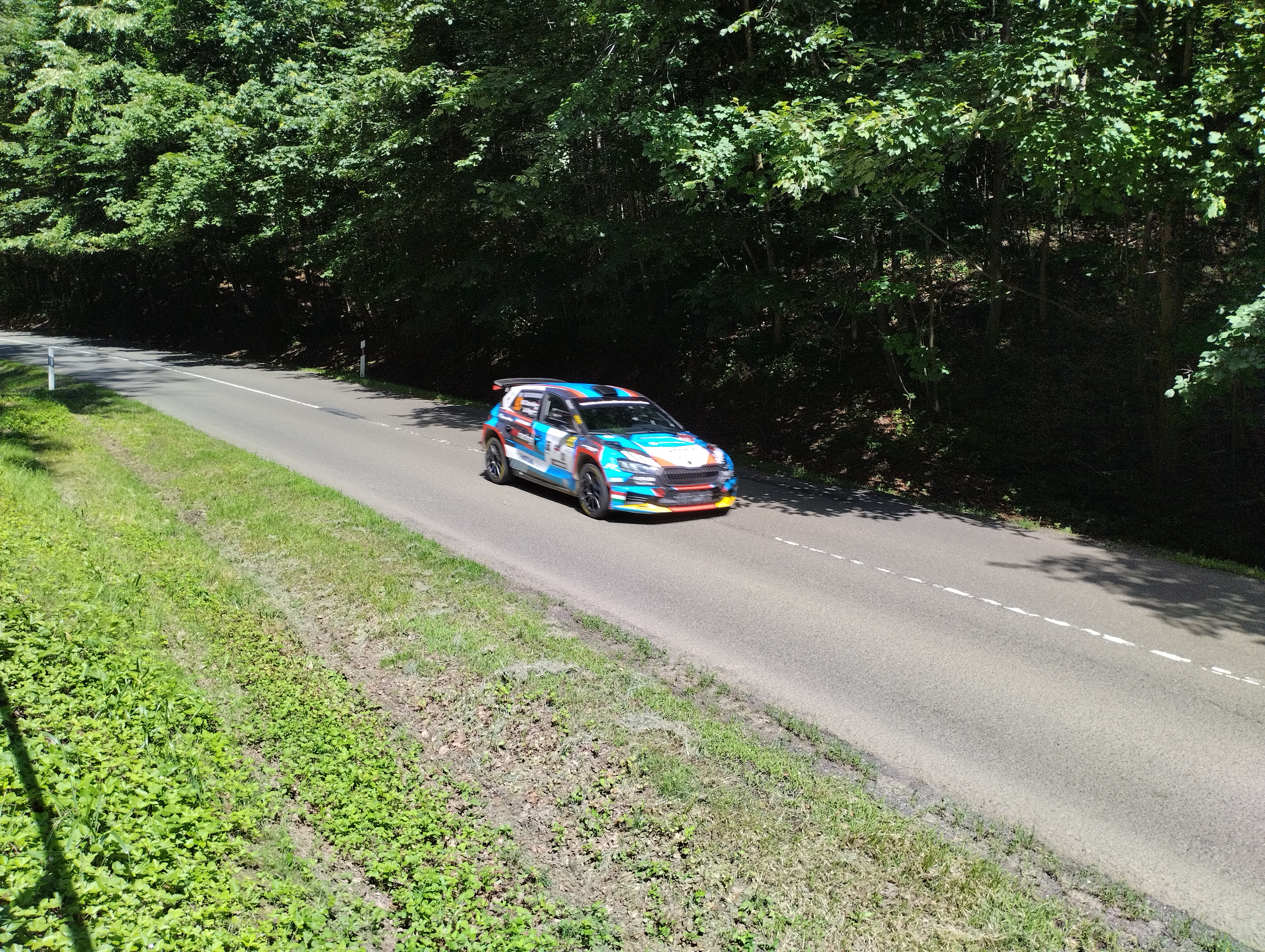

https://hu.wikipedia.org/w/index.php?title=%C3%96._Kov%C3%A1cs_J%C3%B3zsef&veaction=edit